# مرهشی
مَرهَشی (مَرـ هَ-شی)، از اواسط هزارۀ سوم ق.م و در زمان سلسله های میانرودان باستان به نام مرهشی اشاره میشود و از این دوره به بعد و در زمان سلسله های آکدی، اور سوم بابل، ایسین لارسا و سلسله کاسی های بابل از سرزمین مرهشی نام برده شده است. امپراتوری لوگال آن موندو  شاه سومر شامل سزمین های  ایلام ، مرهشی ، گوتیوم ، سوبارتو ، «سرزمین کوه سدر» ، آمورو یا مارتو، «سوتیوم» ،  و «کوه ای آنا» ، ( اوروک با زیگوراتش ؟) میشده است. بر اساس کتیبه ی  او "همه مردم  سرزمین ها  در صلح و صفا و در چمنزار زندگی می کنند".او همچنین به مقابله با ائتلافی متشکل از 13 فرماندار یا رؤسای شورشی به رهبری میگیر انلیل مرهاشی(Migir-Enlil Marhasi) اشاره می کند..والتر هینتس می گوید : ریموش (2270- 2278 ق. م) پسر سارگن، در آکد تازه به جای او نشسته بود که شاه «هیشپراتب» ایلامی و شاه «آبالگاماش» مرهشی از این فرصت برای به هم پیوستن نیروهایشان به منظور برافکندن یوغ خاندان سارگن استفاده کردند. اما پیش از آنکه ریموش بتواند دربارۀ طغیان این کوهنشینان فکری کند، ناچار بود تا طغیانهای درون میانرودان را فرو نشاند. وی بعد از فتح دِر، راه خود را در همان مسیر سختی که پدرش یکبار در آن جنگیده بود، به کوهستانهای پشتکوه و به سوی درۀ کرخه گشود 
مرهشی در زبان سومریان مَرهَشی  (Mar-ḫa-ši) و در اسناد اکدی پَرَهه شوم (pa-ra-ah-shum-k :Parahshum) و در قدیمی ترین اسناد وَره خشه (Waraḫše) یاد شده است.

## موقعیت
جهانشاه درخشانی  پَرَشی را همان پارس (البته در کرمان کنونی) می‌داند و پَرَشیان را نیاکان پارسیان برمی‌شمارد.
فرانسوا والا مکان احتمالی مرهشی را در بلوچستان ایران میداند. ایشان موقعیت شیماشکی را در استان کرمان متصور شدند و مکان مرهشی را در همسایگی شرق آن در بلوچستان ایران حدس زدند. در حالی که نتیجۀ مطالعات باستان شناسی حاکی از آنست که موقعیت شیماشکی باستان نه در منطقۀ کرمان، بلکه به در منطقۀ زاگرس مرکزی واقع است در دورۀ ایسین لارسا، «آنومموتابیل»، حاکم شهر دِر مدعی می شود که سپاه انشان، ایلام و شیماش را درهم کوبیده و مرهشی را به تصرف درآورده است (مجیدزاده، 1370: 12)، فرانسوا والا این اشاره را حاکی از این میداند که مرهشی در بیرون از ایلام و در شرق قرار داشته است، در صورتی که اگر مرهشی در شرق ایران یعنی بلوچستان یا کرمان قرار میداشت بایستی ابتدا انشان، ایلام و سیماش تصرف میشدند. در حالی که متن مذکور به وضوح عکس این مطلب را میرساند، در این متن اشاره شده که نایبالسلطنه دِر سپاهیان انشان، ایلام و سیماش را درهم کوبیده، لیکن مرهشی را که در دسترس بوده و در منطقۀ نزدیکتری به دِر یعنی پشتکوه امروزی در استان ایلام قرار داشته به تصرف درآورده است.
استینکلر مکان مرهشی را در مشرق فارس و استان کرمان میداندبه طور کلی، معروفترین و شاخصترین داده های باستانشناختی سرزمین کرمان به هزارۀ چهارم و سوم ق.م مربوط است و با ورود به هزارۀ دوم ق.م این سرزمین دیگر نقش زیادی در تبادلات منطقه و به خصوص مطالعات ایلامی ندارد. مهمترین مکان استقراری حوزۀ کرمان تپۀ یحیی است که استقرار در آن فقط تا 1700ق.م ادامه داشته است
بین محققان تنها والا و استینکلر، مرهشی را در شرق استان خوزستان دانسته اند  و اکثر محققین جایگاه مرهشی را در شمال و شمالغربی استان خوزستان و منطقۀ پشتکوه در استان ایلام میدانند. به نظر والترهینتس، مرهشی در منطقۀ کوهستانی پشتکوه (استان ایلام امروزی) و سرزمین اطراف کرخه علیا در قسمت شمالغرب سوزیان است. مرهشی به انگیزۀ حفظ خود، با ایلام باستان روابط دوستانهای داشته است زیرا هر حمله هایی که میانرودانی ها علیه ایلام طرح میکردند لزوماً از مسیر مرهشی می گذشت. وجود کتیبه آشوری گل گل ملکشاهی (در شهرستان ملکشاهی استان ایلام) که از آثار به جای مانده از آشوربانی‌پال است، این نکته را روشن می‌سازد‌.
مجیدزاده و نگهبان نیز موقعیت مرهشی را در شمالغربی ایلام میدانند به عقیده جورج کامرون مرهشی در نواحی غربی یا شمالغربی دشت خوزستان بوده و در واقع پایگاهی بوده است که ایلامیان از آنجا به میانرودان میتاختند 
بر اساس کتیبه های ریموش پادشاه اکد وی با نیروهایی متشکل از زهر، ایلام و مرهشی در منطقه مرهشی رویارو شده است و مرهشی قبل از رسیدن به شوش به تصرف درآمده است.
فرانسوا دسه، به همراه جمعی از دیگر باستان شناسان (نصیر اسکندری، ماسیمو ویداله، علی اکبر مس‌گر، مژگان شفیعی، میثم شهسواری، اکبر عابدی، سلمان انجم روز، علی شهدادی) مکان اصلی مرهشی را در حوزه تمدنی هلیل رود میدانند که طبق کتیبه های بین النهرین منطقه بزرگی شامل استان کرمان، هرمزگان و سیستان و بلوچستان بوده و در بین ملوحا و مگان قرار داشته است و براساس گاه نگاری متون سومری، در زمان پادشاهان اکد و سلسله سوم اور (سومر جدید) ارتباط تنگاتنگی میان این منطقه از ایران و جنوب بین النهرین وجود داشته است. طبق گفته آن ها این منطقه از نظر سیاسی از ایلام مجزا بوده و پیش از ظهور نام مارهاشی در متون بین النهرین در قرن 23 پیش از میلاد، به مدت دست کم یک هزاره ارتباط تنگاتنگی میان دو منطقه جنوب کرمان و جنوب بین النهرین وجود داشته است که در متون بین النهرین بدان اشاره نشده و تنها مدارک باستان شناسی گواه این مدعاست. 